# Le strade devono correre
Le strade devono correre  (The Roads Must Roll) è un racconto lungo di fantascienza del 1940 dello scrittore statunitense Robert A. Heinlein.
Fa parte del ciclo della Storia futura.
Alla fine degli anni sessanta gli fu assegnato un Premio Nebula dalla Science Fiction Writers of America (SFWA).

## Storia editoriale
Il racconto fu scritto nel gennaio 1940 e pubblicato per la prima volta sul numero del giugno 1940 della rivista Astounding.
In seguito è stato incluso nel volume The Man Who Sold the Moon del 1950, una raccolta di opere di Heinlein pubblicata in italiano nel 1953, a puntate, in appendice ai volumi della collana Il Giallo Mondadori, il racconto è stato intitolata Le strade devono correre e suddiviso in tre puntate nei volumi n. 241, 242 e 243.
Nel 1965 L'Editrice dell'Automobile ha pubblicato una traduzione di Luigi Cozzi intitolata Gli ingegneri del traffico nell'antologia I libri dell'automobile. Nel 1966 la Mondadori ha pubblicato una traduzione di Beata Della Frattina col titolo Rotostrada n. 20 nell'antologia Rotostrada n. 20, e altri racconti, n. 426 della collana Urania.
La traduzione di Rossella Roncari è stata pubblicata nel 1978 dall'Armenia Editore con il titolo Le strade devono scorrere, nel n. 25 della rivista Robot e poi di nuovo nel 1979 nel n. 12 della collana Raccolta Robot.
Nel 1978 l'Editrice Nord ha pubblicato una traduzione di Roberta Rambelli intitolata Le strade devono correre nell'antologia Sonde nel futuro, n. 3 della collana Grandi Opere Nord.
Per l'edizione dell'antologia La storia futura (The Past Through Tomorrow del 1967) Heinlein ha apportato molte lievi modifiche alle opere del ciclo della Storia futura per aggiornarle e migliorarne la coerenza interna, su questa versione dei testi è basata la traduzione in italiano di Giuseppe Lippi, intitolata Le strade devono correre, pubblicata nel 1988 e nel 1999.

## Ambientazione
La storia è ambientata negli Stati Uniti in un futuro prossimo, quando automobili e treni sono stati soppiantati da grandi marciapiedi mobili in grado di raggiungere i 180 km/h: le "città mobili" (roadtowns).
Per garantire il funzionamento di questa cruciale infrastruttura è stato costituito il corpo militare dei cadetti.
Un movimento sociale chiamato "funzionalismo" (che non ha niente a vedere con la non-immaginaria teoria sociologica dallo stesso nome) sostiene che lo status e il livello di ricompensa materiale in una società debbano dipendere dall'importanza delle funzioni che l'individuo svolge in favore di quella società.

## Trama
Larry Gaines, Ingegnere Capo della "città mobile" Diego-Reno, sta cenando in un ristorante in movimento sul marciapiede mobile quando uno dei nastri si arresta inaspettatamente, causando il ferimento o la morte di migliaia di pendolari.
Gaines viene a sapere che si è trattato di un sabotaggio perpetrato dai tecnici addetti al settore di Stockton della strada.
I ribelli hanno fermato il nastro come atto dimostrativo per incoraggiare i loro colleghi tecnici in tutto il paese a ribellarsi e avviare la rivoluzione "funzionalista".

## Temi
I temi di Heinlein sono il cambiamento tecnologico e la coesione sociale.
Heinlein predice la minaccia dello sciopero nazionale dei trasporti fatta da Jimmy Hoffa e il dilatarsi delle città.

## Opere derivate
The Roads Must Roll è stato adattato per i programmi radiofonici della NBC Dimension X nel 1950 e X Minus One nel 1956.

### Edizioni
- (EN) Robert A. Heinlein, The Roads Must Roll (testo completo), in Astounding Science-Fiction, vol. XXV, n. 4, giugno 1940,  pp. 8-37. URL consultato il 18 dicembre 2022.

- Robert A. Heinlein, Le strade devono correre, in La storia futura (antologia), collana Urania Classici, traduzione di Giuseppe Lippi, vol. 1, n. 241, Mondadori, aprile 1997,  pp. 39-88, ISSN 1120-4966 (WC · ACNP).

### Fonti critiche
- (EN) James Daniel Gifford, The New Heinlein Opus List, in Robert A. Heinlein: A Reader's Companion (PDF), Nitrosyncretic Press, 2000, ISBN 978-0-9679874-1-5. URL consultato il 12 ottobre 2015.
- Damon Knight, Introduzione, in La storia futura (antologia), collana Urania Classici, traduzione di Giuseppe Lippi, vol. 1, n. 241, Mondadori, aprile 1997, ISSN 1120-4966 (WC · ACNP).

- Giuseppe Lippi, Nota, in La storia futura (antologia), collana Urania Classici, vol. 1, n. 241, Mondadori, aprile 1997,  p. 14, ISSN 1120-4966 (WC · ACNP).
«Le traduzioni sono state rifatte appositamente, con l'eccezione di L'uomo che vendette la luna e Requiem che erano già apparsi a cura di Lia Volpatti e Paola Francioli.»